# 누가 느릅나무 안에 벨라를 넣었습니까?
누가 느릅나무 안에 벨라를 넣었습니까?(영어: Who put Bella in the Wych Elm?)는 1943년에 영국 우스터셔에서 4명의 어린이가 해글리(Hagley)의 해글리 숲에 있는 느릅나무 안에서 백골화된 여성의 유골을 발견한 뒤 1944년에 처음으로 나타난 낙서이다. 살인사건은 1941년에 일어난 것으로 추정되었으며 사망자의 신원은 밝혀지지 않았고 현재 그녀의 유골이 있는 곳과 부검 보고서는 알 수 없다. 이 낙서 때문에 이 사건은 "누가 느릅나무에 벨라를 넣었습니까?" 사건으로 명명되었다. 2021년까지 78년 째 미제 사건으로 남아 있다.

## 발견
1943년 4월 18일에 영국 우스터셔 해글리 인근에 사는 4명의 소년들인 로버트 하트(Robert Hart), 토마스 윌레츠(Thomas Willetts), 밥 파머(Bob Farmer) 그리고 프레드 페인(Fred Payne)이 카범 자작(Viscount Cobham)에게 속한 해글리 홀의 일부분이자 큰 느릅나무를 가로질러 올 때 닿게 되는 위치베리 힐(Wychbury Hill) 인근 해글리 숲에서 새 사냥 및 새 둥지털이를 하고 있었다. 위치 상 새 둥지 사냥을 하기 특히 좋은 곳이라 생각한 파머는 나무를 타고 조사를 시도했다. 그가 나무를 오르는 동안 그는 나무의 속이 빈 몸통 안을 내려다 보았고 두개골 하나를 발견했다. 처음에 그는 그것이 동물의 것이라고 믿었으나 후에 사람의 머리카락과 치아가 보이면서 그는 사람의 두개골을 찾았다는 걸 깨달았다. 그러나 그 아이들이 있던 곳이 사유지였기 때문에 그 땅에 있는 것이 불법이어서 파머는 두개골을 그대로 나무 안에다 도로 밀어넣었고 4명의 소년들 모두 집에 돌아와서도 어느 누구에게도 느릅나무에서 두개골을 발견한 사실을 말하지 않았다. 그러나 집에 돌아가는 길에 4명 중 가장 어렸던 토마스 윌레츠는 그가 보았던 것에 불안함을 느껴 부모에게 자신이 찾은 것을 말하기로 결정했다.

## 수사

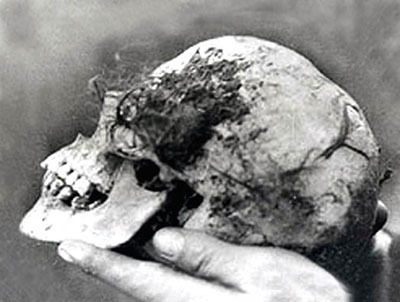
1943년 4월 18일에 회수된 '느릅나무 벨라'의 두개골 사진

신고를 받고 출동한 경찰은 나무의 몸통을 점검했고 그들은 거의 완전한 해골과 신발, 금색 결혼 반지와 약간의 옷가지 조각들을 찾아냈다. 두개골은 여전히 머리다발을 가지고 있었고 몇 개 빠진 치아가 있음에도 불구하고 선명한 치아 패턴을 갖고 있다는 점에서 매우 중요한 증거였다. 추가 조사가 끝난 후 손의 유골이 나무에서 좀 떨어진 곳에서 발견되었다. 시신은 제임스 웹스터(James Webster) 교수에게 법의학적 검사를 위해 보내졌다. 그는 신속하게 사망자가 사망한지 최소 18개월이 지났으며 사망 시점은 1941년 10월 이전이라고 결론을 내렸다. 웹스터는 또한 그녀의 입에서 호박단 조각을 발견했는데 이것은 그녀가 질식사했을 가능성을 암시했다. 시신이 발견된 느릅나무 몸통의 크기를 볼 때 그는 그녀가 한 번 사후강직이 있었다면 이 나무 안에 들어갈 수 없게 되므로 살해 직후에 여전히 시신이 따뜻했을 때 그곳에 버려졌을 것이라고 추론했다.
경찰은 시신과 함께 발견된 물품들을 통해 죽은 여성이 어떻게 보이는지 말할 수 있었으나 사건 당시는 제2차 세계대전이 한창 진행되는 중이라 실종되었다고 보고된 사람이 너무도 많았고 제대로 된 신원을 확정하기엔 기록이 너무 방대했다. 경찰은 그들이 가진 지역 내 실종자 기록들의 세부사항을 상호참조해 사망자의 신원을 밝혀내려 했지만 증거와 대응하는 것으로 보이는 이가 1명도 없었다. 덧붙여서 경찰은 그녀의 치아 상태가 꽤 독특했기 때문에 영국 내 모든 치과의사들과 접촉했다.
1944년에 버밍엄의 어퍼 딘 스트리트(Upper Dean Street)의 벽에 "누가 느릅나무 아래에 벨라를 넣었습니까? - 해글리 숲(Who put Bella down the Witch Elm - Hagley Wood.)"이라고 읽는 사건과 관련된 낙서 메시지가 나타났다. 이것은 수사관들을 벨라가 누구인지 쫓는데 몇 가지 단서를 이끌었다. 같은 손으로 쓴 다른 메시지는 계속 나타났다. 최소 1970년대까지 죽은 여성의 신원이 발견된 곳 근처 해글리 오벨리스크에 약간 변화된 의문문인 "누가 느릅나무 안에 벨라를 넣었습니까?(Who put Bella in the Wych Elm?)"란 낙서가 산발적으로 나타났다.

### 얼굴 복원
영국의 텔레비전 프로그램인 '나치 살해 미스터리들'의 에피소드에서 리버풀대학교의 '얼굴 실험실'에서 착수했던 두개골의 사진을 통해 포렌식 얼굴 복원을 설명했다. 그것은 앤드류 스파크(Andrew Sparke)가 사건에 관한 그의 책을 위해 의뢰했다.

## 가설들

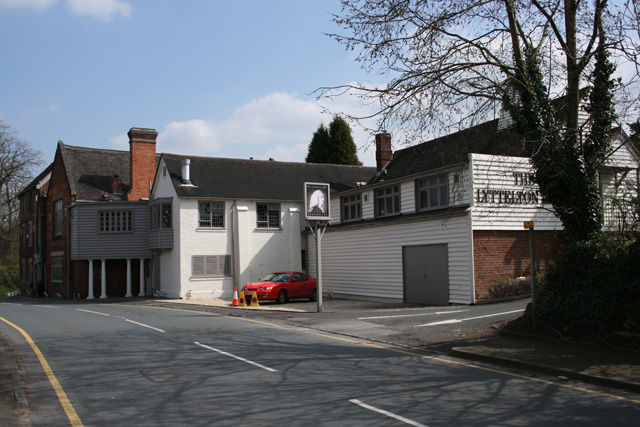
해글리에 있는 술집 리텔턴 암스

2014년 8월에 있었던 라디오 4 프로그램 첫 방송에서 스티브 펀트(Steve Punt)가 희생자일 가능성이 있는 2명을 제시했다. 1명의 유력한 희생자는 1944년에 경찰에 보고된 버밍엄의 매춘부였다. 보고서에는 그녀는 다른 매춘부들에게서 벨라(Bella)라고 불리고 있었고 해글리 로드에서 일했는데 사건이 일어나기 3년 전쯤에 사라졌다고 한다. 벨라 혹은 류벨라(Luebella)란 이름은 낙서를 한 사람이 아마도 피해자의 신원이나 살인자의 정체를 알고 있다는 걸 암시했다.
두 번째 가능성은 1953년에 우나 모솝(Una Mossop)이란 여성이 경찰에 진술한 건에서 왔는데 그에 따르면 그녀는 전 남편 잭 모솝(Jack Mossop)이 자신과 판 랄트(van Ralt)라 불리는 네덜란드인이 나무 안에 죽은 여성을 집어넣었다고 가족들에게 고백했다고 한다. 잭 모솝과 판 랄트는 술을 마시러 해글리에 있는 펍 리텔턴 암스(Lyttelton Arms)에서 술을 마시려고 만났다. 그 때 판 랄트는 한 네덜란드 여성과 함께 있었다고 한다.
그 날 늦은 밤, 잭 모솝은 그 여성이 술에 취해서 그들이 차를 운전하는 동안에 의식을 잃었다고 말했다. 남자들은 그녀를 숲 속에 있는 속이 빈 나무 안에다 두고 아침에 그녀가 깨어나길 바랐는데 그녀의 신변에 이상이 생긴 것을 보고 겁을 먹었다고 했다. 잭 모솝은 스태포드 정신병원에 입원했는데 매일 마다 죽은 여성이 나무 속에서 자신을 노려보는 꿈을 계속 꿨기 때문이었다. 잭 모솝은 느릅나무 안에서 시신이 발견되기 전에 병원에서 죽었다. 우나 모솝이 남편 잭 모솝이 죽고 10년이 훨씬 지날 때까지 이 정보를 내놓지 않았기 때문에 이것이 정확한 설명이 될 공산은 의문스럽다.
또 다른 가설은 1941년 8월 15일에 런던 타워에서 마지막으로 사망한 남성이자 나치 독일 스파이였던 요제프 야콥스(Josef Jakobs)에 대한 기밀해제 된 MI5 파일에서 나왔다. 독일의 해외방첩청 요원 한 사람이 1941년에 케임브리지셔로 낙하산을 타고 잠입하려 했는데 그만 착륙할 때 착지를 잘못해서 발목을 삐고 말았고 곧바로 영국 육군 지역방위대에 체포되었다. 그가 품에 지니고 있던 소문에 의하면 그의 연인인 독일의 카바레 가수이자 배우인 클라라 바우얼레(Clara Bauerle)의 사진을 찾아냈다. 요제프 야콥스는 그녀가 스파이가 되도록 훈련을 받았고 자신은 그녀와 연락을 취해왔으며 아마 자신을 뒤따라 영국으로 파견되었을 것이라고 말했다. 이 때문에 혹시 1943년에 우스터셔 해글리 숲의 느릅나무에서 죽은 채로 발견된 신원 불명의 여성이 독일인 가수 겸 배우 클라라 바우얼레가 아니냐는 주장이 나왔다. 그러나 클라라 바우얼레가 영국에 잠입했다는 증거가 없었고 몇몇 목격자들은 클라라 바우얼레의 키는 대략 6피트(약 183cm) 정도였다고 설명했는데 반해 그 느릅나무에서 죽은 채로 발견된 여성의 키는 5피트(152.4cm)였다. 2016년 9월, 클라라 바우얼레는 1942년 12월 16일에 독일 베를린에서 사망한 것으로 밝혀졌다.
1945년에 런던대학교 인류학자 겸 고고학자 마가렛 머레이(Margaret Murray)는 더 진보된 가설을 제안했는데 그녀가 내놓은 가설은 죽은 여성이 흑마술의 재료로 사용되었을 것이란 것이다. 현장에 있던 절단된 손은 '영광의 손'(Hands of glory)이라 불리는 의식과 일치하고 그 후 그녀는 오컬트 의식이 진행되는 동안에 집시들에 의해 살해당했을 것이란 게 그녀의 주장이다. 그녀의 아이디어는 지역 언론의 흥미와 수사관들이 로워 퀸톤(Lower Quinton) 근처에서 다른 의식에 희생당한 남성으로 보이는 찰스 월톤(Charles Walton)을 참고하도록 이끌었다.
1953년에 또 다른 가설이 대두되었는데 이른바 벨라라는 희생자는 클라라벨라 드론케르스(Clarabella Dronkers)란 이름의 네덜란드인 여성으로 영국의 관료, 네덜란드인과 음악당 예술가들로 구성된 독일 간첩망을 너무 많이 알고 있어서 그들에 의해 살해당했다는 것이다. 이 이론을 뒷받침하기 위한 기록들과 증거들을 구할 수 없었다.